# La lección de música (Vermeer)
Gentilhombre y dama tocando la espineta, más conocido como La lección de música (en neerlandés, De muziekles), es una obra del pintor holandés Johannes Vermeer. Está realizado en óleo sobre lienzo. Se calcula que fue pintado hacia 1660. Mide 73,5 cm de alto y 64,1 cm de ancho. Pertenece a la Royal Collection de la Casa Real británica y se conserva en el Palacio de Buckingham, Londres (Reino Unido).
Se representa a una joven alumna recibiendo la lección de música a la que alude el título. Se ha calculado que fue pintado entre 1662 y 1665, aunque otras fuentes indican el año 1660. 

La obra está firmada: IVMeer.
Es una obra representativa del autor: escena de interior, con pocos personajes, iluminada desde la izquierda, procurando representar con exactitud la perspectiva, como se ve en la mesa, la silla y la viola da gamba en el suelo.
En una habitación iluminada en pleno día, una mujer de espaldas, contra la pared del fondo, toca la espineta, mientras la escucha un hombre que se encuentra a su lado, en pie. En la tapa del instrumento puede leerse: «La música es compañera de la alegría y medicina para los dolores», aludiendo a su función terapéutica. Por encima de la mujer se ve un espejo, en la pared, que refleja su rostro.
La luz natural le penetra a través de la ventana de la parte izquierda del cuadro, incidiendo en las superficies pulidas, arrancando brillos a la seda de la alfombra o al cobre que se refleja sobre la jarra de porcelana blanca.
Vermeer transmite con su gran detallismo la calidad táctil de las distintas superficies: el mármol, la seda o el terciopelo.